# 張彥遠
張彥遠（?—?），字愛賓，蒲州猗氏县（今山西省临猗县）人。
高祖張嘉貞是玄宗朝宰相，曾祖張延賞是德宗朝宰相，祖父張弘靖是憲宗朝宰相，有“三相張家”之稱。父張文规少耽墨妙，官至殿中侍御史。彥遠博學能文，工書擅畫，精鑑賞，唐玄宗称其家“图书兼蓄，精博两全。”“家聚书画，侔（相當於）秘府。”李绰称其家“三相盛门，博物多闻。”
歷官左僕射補闕，大中初年（847年），祠部員外郎，咸通三年（862年），遷舒州刺史，乾符二年（875年），官至大理卿。大中元年（847年）撰成《歷代名畫記》。又嘗從崔龜從、李荀寫《續唐歷》。博学有文辞，尤工书法，擅长隶书，书《三祖大师碑阴记》、《山行诗》等。著有《法書要錄》十卷，《歷代名畫記》十卷，《名画猎精》。